# Комиссаров, Семён Самуилович
Семён Самуилович Комиссаров (при рождении Гуревич; 1896, Клинцы, Черниговская губерния, Российская империя — 29 марта 1919, Гомель, Могилёвская губерния, РСФСР) — революционер, большевик, участник борьбы за Советскую власть в Белоруссии.

## Биография
С 1912 года член РКП(б). С 1913 года на подпольной работе в партийной организациях Полесского комитета РСДРП(б). Участник Октябрьской революции на Гомельщине. В 1917 году член президиума и исполкома Гомельского Совета рабочих и солдатских депутатов. В 1918 году после оккупации Гомеля германскими войсками некоторое время входил в состав Полесского подпольного комитета РКП(б), затем председатель Лефортовского райкома партии Москвы, на Восточном фронте.
С марта 1919 председатель Гомельского революционного комитета (ревкома).
Во время Стрекопытовского мятежа 1919 года в Гомеле после суточного вооружённого сопротивления схвачен и 29 марта замучен мятежниками.
31 марта 1919 года состоялись похороны 25 жертв Стрекопытовского мятежа. Погибших, включая Семена Комиссарова, похоронили в братской могиле коммунаров.

## Память

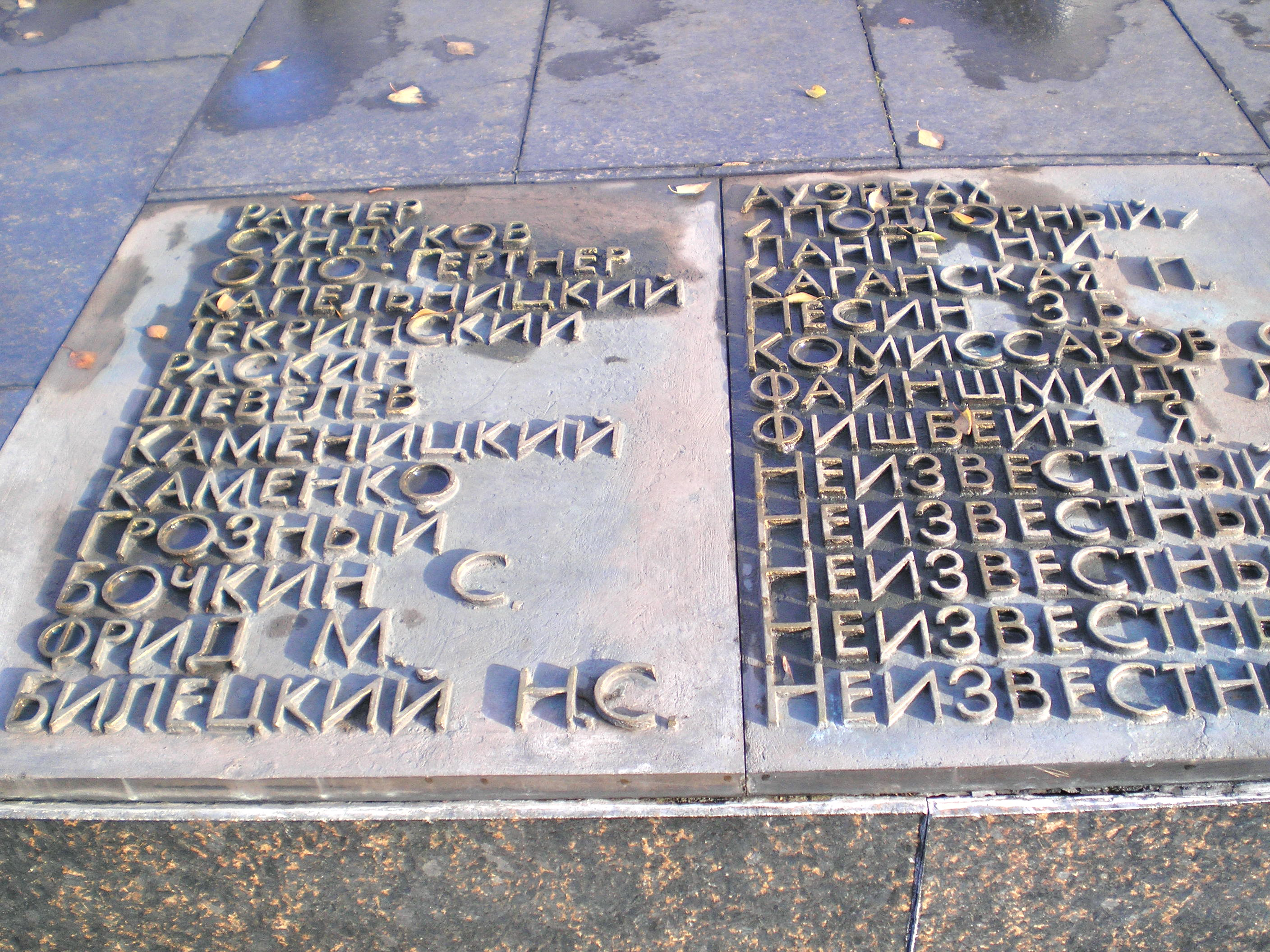
Мемориальная плита на могиле коммунаров. Надпись Коммиссаров С.

В 1949 году на братской могиле коммунаров установлен памятник — надгробная плита. В Гомеле именем Комиссарова названа улица (бывшая Паскевича). Также, улица Комиссарова присутствует в агрогородке Бобовичи Гомельского района.